# Dorpsstraat 22 (Lage Vuursche)
Dorpsstraat 22 is een rijksmonument in de plaats Lage Vuursche in de Nederlandse provincie Utrecht. Het pand is onderdeel van een van rijkswege beschermd dorpsgezicht.
De muurankers van deze langhuisboerderij vormen het jaartal 1766. Het met riet gedekte pand wordt als winkel gebruikt. De topgevel in de vorm van een onregelmatige driehoek wijst op een windprofiel. Huizen werden aan de zijde waar de meeste wind vandaan kwam lager gebouwd dan de luwere zijde. Zo kon eventuele windschade worden beperkt. Het huis is roodbruin gesausd.